# Ñuhu
Ñuhu (AFI: [ɲuʔu]) es el nombre con el que los mixtecos designan a los seres sagrados. La palabra aparece registrada en los documentos de los frailes dominicos que se encargaron de evangelizar la Región Mixteca durante el siglo XVI. 

## Descripción
El origen de los ñuhu está directamente enlazado con el mito del origen del mundo en la mitología mixteca. De acuerdo con el Códice Vindobonensis, la pareja primordial compuesta por Uno Venado Serpiente de Jaguar y Uno Venado Serpiente de Puma —principios masculino y femenino respectivamente— dio origen a las primeras personas que poblaron la tierra. Como en aquel tiempo no había nada, los primeros seres eran dibujados desnudos,,,,,, y casi ninguno de ellos posee nombre calendárico.
Los ñuhu fueron, pues, los primeros habitantes de la tierra. Dentro de la concepción múltiple de lo sagrado, las deidades son los ñuhu: hay un Ñuhu Tachi, Dios del aire; Ñuhu Ndeꞌyu, Dios de la tierra; Ñuhu Nchikanchii, dios sol y fuego; Ñuhu Yoo dios de la luna y las predicciones; Ñuhu Savi (Dzahui) dios de la lluvia; Ñuhu Ndoso dios de los montes y los animales. 
Las manifestaciones locales de estas deidades son los Stoꞌ o Ñuhu; patrones, dueños o señores de cada lugar, a quienes hay que pedir permiso para cazar, arar, construir o realizar cualquier otra actividad que suponga una apropiación o transformación de la naturaleza. Una concreción o emanación ambivalente de las deidades del lugar son los Ndodo -traviesos-, concebidas como duendes que pueden adoptar la figura de piedras antropomorfas o piezas arqueológicas. Junto a los arroyos vivien los Chi Ndyute, especie de duendes o Ndodo de los cursos de agua, traviesos o malignos, que transforman las tortillas en tortas de barro y atraen a los niños hacia las honduras para ahogarlos. Los Yachi -viento- son seres malignos, guardianes de los lugares que adoptan en forma de caballos, mulas, gatos o perros negros.
De acuerdo con Janssen y Pérez Jiménez, la leyenda de los ñuhu se conserva en la tradición oral de los mixtecos en algunas regiones, como Chalcatongo (Oaxaca), donde recogieron un relato que habla de que los primeros seres que habitaron la Tierra vivían en un tiempo en el que no había luz, por lo que cuando fue creado Nikanchii (Ndicahndíí), se espantaron y se refugiaron en las cavernas, en las piedras y en las barrancas. De acuerdo con el Vindobonensis, los ñuhu fueron petrificados cuando el Sol emergió en el firmamento. En el texto Origen de los indios del Nuevo Mundo, del dominico Gregorio García, se conservaron los nombres de varios de estos seres primigenios, por ejemplo, el Señor Frijolón y el Señor Frijolito, los Señores Árbol, los catorce Señores Serpiente y otros. 
Los mixtecos creían que en algunas cuevas habitaban estos espíritus divinos, por lo que estas eran consideradas lugares sagrados. El culto a las cuevas y a las rocas sigue siendo una práctica común entre los mixtecos contemporáneos. En la mixteca alta es frecuente el culto a las llamadas piedras de adoración o ñuꞌun o yuu ñuún iñi (piedra con corazón o piedra que piensa). Se trata de piedras naturales pero que demuestran no pertenecer al lugar en donde se hallan; son percibidas como manifestaciones impersonales de lo sagrado, guardianas de lugar que no deben ser molestadas. Al dar con una de estas piedras se llama al especialista religioso quien realiza la ceremonia correspondiente para pedir permiso a la piedra para transladarla al nuevo lugar donde se le rendirá culto.Las ñu'un pueden demostrar una voluntad específica, puesto que suelen aparecer en los sueños con forma humana y avisan la suerte.
Muchos de los cerros de la mixteca tiene piedras de adoración en sus cumbres. En algunos son solo dos o tres piedras que representan a los "señores de los animales" a estos lugares van los cazadores a pedir permiso y ofrecer sacrificios de cacao, mezcal y veladoras. En otros casos, el cerro más alto cercano al pueblo es donde se concentran las Ñuꞌun formando un cemicirculo en cuyo centro se ubica la piedra mayor. A estos santuarios se les llama "corral de las piedras" y se suele ir a pedir por buenas lluvias.
En San Juan Mixtepec (Oaxaca) se veneran estas piedras Savi, costumbre que se conserva también en otras regiones de la Mixteca Guerrerense. En esta región, se veneran esculturas prehispánicas que son la personificación de espíritus sagrados o históricos, como María Nicolasa Jacinta o el volcán Popocatépetl.